# سراج الحق
سراج الحق (بالأردوية: سراج الحق)‏، (5 سبتمبر 1962 - ) سياسي باكستاني، وأمير الجماعة الإسلامية الباكستانية منذ 30 مارس 2014، نائب رئيس مجالس العمل المتحدة منذ 20 مارس 2018. كما شغل منصب وزير أول في حكومة خيبر بختونخوا، في حكومة برويز ختك. وهو السيناتور الوحيد وعضو مجلس المحافظة الذي ليس لديه حساب مصرفي لرفضه التعامل بالفائدة.